# Arnaud du Boistesselin
 (mai 2010).
Si vous disposez d'ouvrages ou d'articles de référence ou si vous connaissez des sites web de qualité traitant du thème abordé ici, merci de compléter l'article en donnant les références utiles à sa vérifiabilité et en les liant à la section « Notes et références ».
Arnaud du Boistesselin (né le 6 septembre 1951 à Paris) est un photographe français. Après avoir vécu 12 ans au Caire, en Égypte, de janvier 2001 à 2013, il exerce à Marseille.

## Biographie
Après des études de biologie, il s'occupe de la communication de la société de cosmétique Fernand Aubry de 1974 à 1976.
De 1976 à 1979, il est nommé à la direction du Service Photographique du CHU Pitié-Salpétrière et crée l'unité d'iconographie médicale avec photothèque, cinémathèque (techniques opératoires, de réanimation, de manipulations de laboratoire, etc.)
En 1977, il décide de quitter l'administration pour devenir photographe professionnel indépendant. Il prend comme pseudonyme Arnaud Anderson.
Dès le début de sa carrière il a travaillé avec de grandes agences de publicité sur des budgets "grand-public" : Esso, Moltonel, K-Way, Socotec, Get 27, Aigle, Honda Automobiles, Collective du Cidre, Sony, Minolta, Hewlett-Packard, Casio, Super Noisette, Château Giscours, AXA, etc. et sur des budgets professionnels agricoles et BtoB : Temik, Dithane M45 et LF, Semences betteravières Colson (5 campagnes), etc.
Il collabore avec des magazines pour des sujets sur l'architecture, la décoration, les arts de la table et les portraits : American Vogue (magazine), Vogue, Vogue Décoration, Männer Vogue, Vanity Fair, Architektur und Wöhnen (de), Décoration internationale, Madame Figaro, etc.
De 1991 à 1993, il participe à des photographies en petit et grand formats à la lumière naturelle pour les étudiants de 3e cycle de l’École de photographie et de Game Design de Toulouse.
Il devient maître de stages pour le GNPP entre 1995 et 1996 dans le cadre des fonds de formation. Ces stages portent sur une nouvelle utilisation et pratique de l'image dans les nouveaux médias.
De 2001 à 2013, il réside au Caire où il réalise de nombreuses photos d'architecture, avant de collaborer avec le milieu académique en illustrant une série d'ouvrages sur les villes égyptiennes (les villes du Canal, Port-Saïd, Ismaïlia, Suez, la capitale Le Caire), puis Tunis et Alger. Son œuvre est l'objet de nombreuses expositions dans les principales villes égyptiennes. Parallèlement, il est Project manager pour la rénovation du Musée d'art islamique du Caire, entre 2003 et 2010, avec le Studio Adrien Gardère et le Musée du Louvre.
Depuis 2013, après avoir photographié la révolution égyptienne, il réside à Marseille.

## Édition
- Alger. Ville et architecture. 1830-1960 - In Visu – INHA/Editions Honoré Clair, 2016[1]
- L’art de l’icône, Citadelle et Mazenot, Paris, 2014
- "Le rideau des femmes", texte et photos, Revue des femmes philosophes, n°2-3, UNESCO, 2013, p. 164-198[2]
- Le Caire, portrait de ville - Cité de l'Architecture et du Patrimoine[3], 2012
- Tunis, architectures 1860 - 1960 - Éditions Honoré Clair; Elyzad[4]
- Suez, histoire et architecture XIXe – XXe siècles - Institut français d'archéologie orientale
- Ismaïlia, architectures XIXe – XXe siècles - Institut français d'archéologie orientale
- Portraits des invités du Centre - Centre français de culture et de coopération du Caire
- Portraits de l'immeuble Yacoubian - Centre français de culture et de coopération du Caire
- Port-Saïd, architectures XIXe – XXe siècles - Institut français d'archéologie orientale / Cité de l'Architecture et du Patrimoine
- Mémoires héliopolitaines - Centre français de culture et de coopération du Caire
- Les nouvelles voix du roman égyptien - Centre français de culture et de coopération du Caire
- Des dieux, des tombeaux, un savant, lʼÉgypte sur les pas de Mariette pacha - Catalogue dʼexposition - Boulogne-sur-Mer 2004
- Du grain au pain - BLAFE
- Avicenne - Livre pour enfants - Centre français de culture et de coopération du Caire
- Le bimâristan - Livre pour enfants - Centre français de culture et de coopération du Caire
- Les calendriers - Livre pour enfants - Centre français de culture et de coopération du Caire
- La géométrie dans les arts décoratifs islamiques - Livre pour enfants - Centre français de culture et de coopération du Caire
- Mesurer le temps – Les cadrans solaires - Livre pour enfants - Centre français de culture et de coopération du Caire
- Le Nilomètre de Rhoda - Livre pour enfants - Centre français de culture et de coopération du Caire
- Quand les sciences parlent arabe - Catalogue dʼexposition - Centre français de culture et de coopération du Caire
- Parfums de plantes - Centre français de culture et de coopération du Caire
- Parfums & cosmétiques - Centre français de culture et de coopération du Caire
- De la fleur à lʼarabesque - Livre pour enfants - Centre français de culture et de coopération du Caire
- Le palmier doum - Livre pour enfants - Centre français de culture et de coopération du Caire
- Le sycomore - Livre pour enfants - Centre français de culture et de coopération du Caire
- Le guide botanique de lʼÉgypte ancienne - Centre français de culture et de coopération du Caire

## Expositions
- « L'épopée du canal de Suez » -  Institut du monde arabe de Paris, 2018
- « Le Caire 2003 : portraits » - Institut du monde arabe de Paris[5], 2011
- « Entrées ! Halls et escaliers tunisois » - Institut national d'histoire de l'art- Galerie Colbert, 2011
- « Patrimoine d'habitats, des lieux d'habitation égyptiens » - Centre français de culture et de coopération du Caire
- « Portraits : lʼimmeuble Yacoubian », portraits des participants au film « Lʼimmeuble Yacoubian » - Centre français de culture et de coopération du Caire, dʼHéliopolis et dʼAlexandrie.
- « Éléments dʼarchitecture sacrée en Égypte », Galerie Zhigao - Pékin
- « Les jeunes créateurs égyptiens » 2e série - portraits de jeunes créateurs égyptiens au Centre français de culture et de coopération du Caire
- « Les jeunes créateurs égyptiens » - portraits de jeunes créateurs égyptiens au Centre français de culture et de coopération du Caire
- « Les invités prestigieux du CFCC » - portraits des invités du Centre français de culture et de coopération du Caire - Exposition permanente
- « Nouvelles voix du roman égyptien » - portraits de 15 jeunes auteurs égyptiens au Centre français de culture et de coopération du Caire
- « Nouvelles voix du roman égyptien » - portraits de 15 jeunes auteurs égyptiens dans le Pavillon français de la Foire du livre du Caire
- « Les pêcheurs du lac Timsah », exposition en plein air dans le village des pêcheurs à Ismaïlia
- « West bank » - Centre dʼÉtude de la langue française de Louxor
- « Histoire de lʼagriculture égyptienne »  - Alliance française de Port-Saïd
- « Quand le musée regarde le musée » au Musée dʼagriculture du Caire
- « European visions of Egypt », représentant la France, Beit Zeinab Khatoun, le Caire et Bibliotheca Alexandrina, Alexandrie
- « Gens de la rue » au Centre français de culture et de coopération du Caire
- « Ismaïlia » au Palais de la culture dʼIsmaïlia après une animation pédagogique sur la photographie avec les enfants des écoles francophones
- « Quand les sciences parlent arabe » Réalisation de lʼensemble des photographies pour lʼexposition, catalogue, cédérom, presse magazine… avec le Centre français de culture et de coopération du Caire[6]
- « Parfums dʼÉgypte » avec le Centre français de culture et de coopération du Caire